# Peire Bremon Ricas Novas
Peire Bremon Ricas Novas o Ricart de la Ricas Noves, anche solo Ricas Novas o Richard de Noves (1195/1199 – 1265/1275) è stato un cavaliere e trovatore provenzale (fl. 1230–1242) che ci ha lasciato venti lavori: tredici cansos, sei sirventesi e una tenzone. La sua trattazione dell'amor cortese è alquanto originale.
La sua identità provenzale è confermata dalla sua poesia La cart cartier aurem nos autri proensal, in riferimento alla contrapposizione di "noi altri provenzali"; probabilmente fu al servizio del trovatore italiano Sordello da Goito.
Il primo lavoro databile di Peire è una tenso scritta alla corte di Raimondo Berengario IV di Provenza nel 1230 insieme a Gui de Cavalhon. Alla corte di Provenza Peire incontra Bertran d'Alamanon e Sordello, il cui planh per Blacatz venne da lui imitato. Nel 1237 o successivamente, Peire lascia di tanto in tanto la corte di Raimondo Berengario per quella di Barral di Baux e poi per quella di Raimondo VII di Tolosa. Sebbene non sia documentata la sua visita in Spagna, la sua Rics pres, ferms e sobeirans celebra un'anonima domna castigliana. Alla fine litigherà con Sordello e i due avranno nel 1240–1241 un aspro scambio di sirventesi al vetriolo.